# Arly Jover
Araceli Jover Comas, detta Arly (Melilla, 2 maggio 1971), è un'attrice spagnola.

## Biografia
Nata a Melilla, dopo avervi vissuto per cinque anni la sua famiglia si dovette trasferire a Maiorca, nelle Isole Baleari a causa del lavoro di suo padre, militare. È la più giovane di sette fratelli, quattro femmine e tre maschi.
Appassionata di danza sin da piccola, ha iniziato a ballare all'età di 8 anni. A 14 anni abbandonò la scuola e a 15 vinse una borsa di studio del Comité Hispano Norteamericano. A causa di ciò, lasciò la Spagna e si trasferì a New York per continuare a studiare presso la Scuola di Balletto Americano di Martha Graham. Tra il 1995 e il 1996 lascia la danza per dedicarsi alla recitazione.
Ebbe il suo primo ruolo in un episodio della serie televisiva Women: Stories of Passion dopo due piccole parti in due film internazionali, Tango e The Ballad of Johnny-Jane. Dopo di che, ha lavorato prevalentemente per la televisione, prima di fare il suo debutto americano in Blade, nel 1998, come Mercury; l'amante vampira di Diacono Frost.
Negli anni successivi ha interpretato diversi personaggi al cinema e in televisione, da ruoli più importanti come in Fish in a Barrel e Il cacciatore delle tenebre (Vampiri: Los Muertos). Dopo 18 anni negli Stati Uniti, si è trasferita in Francia. Poco dopo l'arrivo, ha avuto un ruolo importante nel film L'impero dei lupi con Jean Reno.
Si è dunque trasferita definitivamente a Parigi, in Francia, con la figlia Shai. La sua famiglia vive ancora a Maiorca, in Spagna, dove Arly li visita ogni anno durante l'estate.

## Filmografia parziale

### Cinema
- Tango, regia di Patrice Leconte (1993)
- La ballata di Johnny-Jane, regia di Adele Bertei (1995)
- Blade, regia di Stephen Norrington (1998)
- Everything Put Together (Tutto sommato) (Everything Put Together), regia di Marc Forster (2000)
- Four Dogs Playing Poker, regia di Paul Rachman (2000)
- The Young Unknowns, regia di Catherine Jelski (2000)
- Fish in a Barrel, regia di Kent Dalian (2001)
- Impostor, regia di Gary Fleder (2001)
- Il cacciatore delle tenebre (Vampiri: Los Muertos), regia di Tommy Lee Wallace (2002)
- Addio al nubilato, regia di Trish Doolan (2003)
- L'impero dei lupi (L'Empire des loups), regia di Chris Nahon (2005)
- Madame Irma, regia di Didier Bourdon e Yves Fajnberg (2006)
- Les Deux Mondes, regia di Daniel Cohen (2007)
- Le Voyage aux Pyrénées, regia di Arnaud e Jean-Marie Larrieu (2008)
- Little Ashes, regia di Paul Morrison (2008)
- Les Regrets, regia di Cédric Kahn (2009)
- Magma, regia di Pierre Vinour (2009)
- La ligne blanche, regia di Olivier Torres (2010)
- L'amore inatteso (Qui a envie d'être aimé?), regia di Anne Giafferi (2010)
- Millennium - Uomini che odiano le donne (The Girl with the Dragon Tattoo), regia di David Fincher (2011)
- Il ministro - L'esercizio dello Stato (L'exercice de l'État), regia di Pierre Schoeller (2011)
- Il cecchino (Le Guetteur), regia di Michele Placido (2012)
- La cuoca del presidente (Les Saveurs du palais), regia di Christian Vincent (2012)
- In solitario (En solitaire), regia di Christophe Offenstein (2013)
- Idealisten, regia di Christina Rosendahl (2015)
- 2 yötä aamuun, regia di Mikko Kuparinen (2015)
- Axolotl Overkill, regia di Helene Hegemann (2017)
- In the Lost Lands, regia di Paul W. S. Anderson (2025)

### Televisione
- Women: Stories of Passion - serie TV, episodio 1x08 (1996)
- Players - serie TV, episodi 1x11-1x12 (1998)
- Dragnet - serie TV, episodio 1x07 (2003)
- L'Enfant d'une autre, regia di Virginie Wagon - film TV (2006)